# Kora (ort)
Kora är en ort i Burkina Faso.   Den ligger i provinsen Province du Bam och regionen Centre-Nord, i den centrala delen av landet, 110 km norr om huvudstaden Ouagadougou. Kora ligger 314 meter över havet och antalet invånare är 2 255. Den ligger vid sjön Lac de Bam.
Terrängen runt Kora är platt. Närmaste större samhälle är Kongoussi, 5,9 km söder om Kora.
Trakten runt Kora består i huvudsak av gräsmarker. Runt Kora är det ganska tätbefolkat, med 54 invånare per kvadratkilometer.